# Zelbio
Zelbio ist eine norditalienische Gemeinde (comune) in der Lombardei in der Provinz Como.

## Lage und Einwohner
Die 185 Einwohner (Stand 31. Dezember 2023) zählende Gemeinde Zelbio liegt 25 Kilometer nordöstlich von der Provinzhauptstadt Como auf rund 800 Metern Höhe im Triangolo Lariano, der gebirgigen Halbinsel, die in den Comer See hineinragt. 
Die Nachbargemeinden sind Bellagio, Lezzeno, Nesso, Sormano und Veleso.

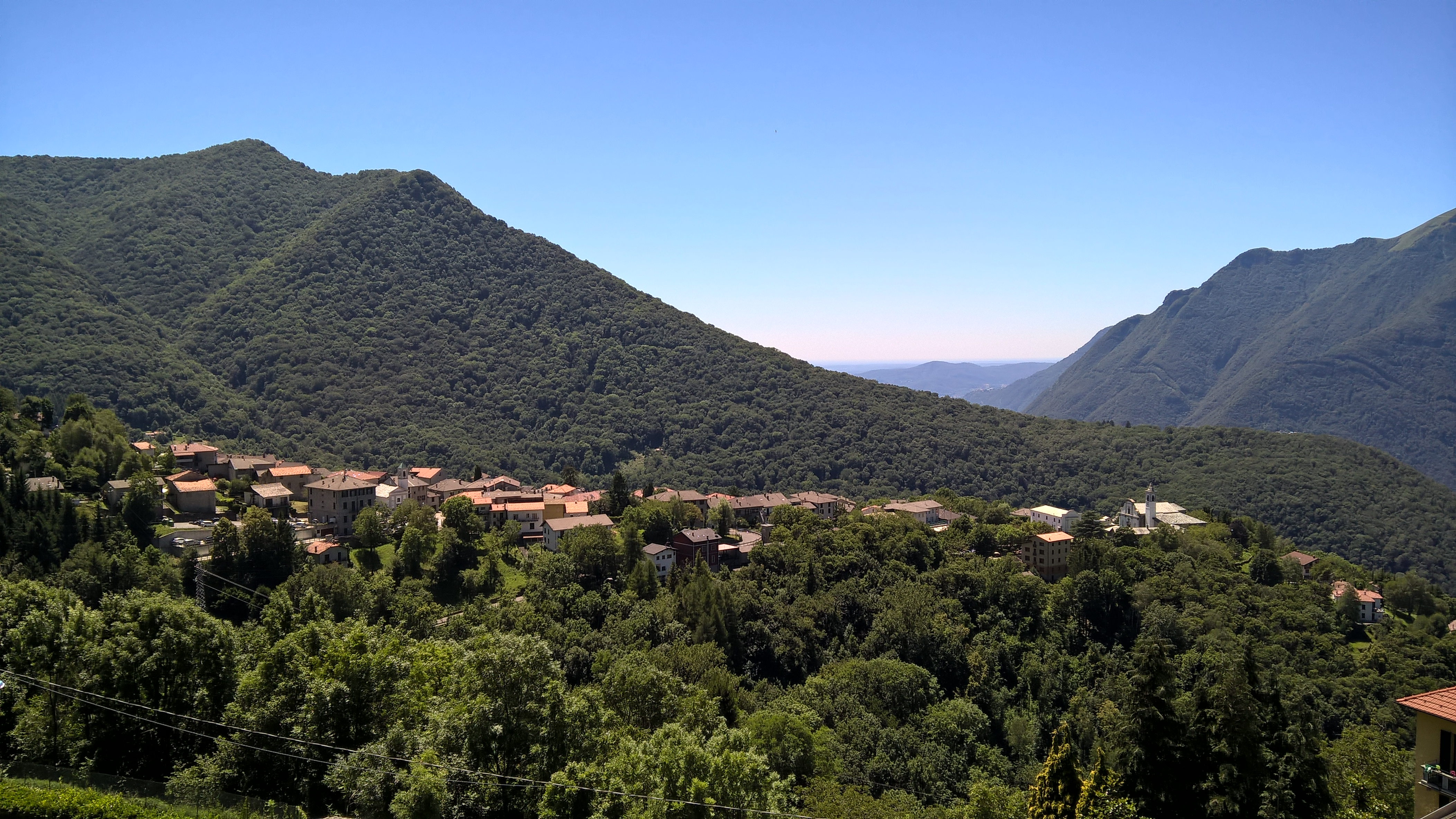
Zelbio

## Sehenswürdigkeiten
- Pfarrkirche Conversione di San Paolo (1721)[2]
- Kirche Madonna Addolorata[3]